# گبیر یک
گبیر یک، روستایی از توابع بخش مرکزی شهرستان اهواز در استان خوزستان ایران است.ساکنین قدیمی این روستا به هویت عرب و از طایفه های لویمی و‌خفایی هستند و از ساکنین اولیه این روستا می باشند. در دوره های اخیر این روستا به نام بیت احسیب شهرت دارد

## جمعیت
این روستا در دهستان لويمي قرار دارد و براساس سرشماری مرکز آمار ایران در سال ۱۳۸۵، جمعیت آن ۱٬۷۷۶ نفر (۴۳۹خانوار) بوده‌است.